# Mistrovství Československa v cyklokrosu 1976
Mistrovství Československa v cyklokrosu 1976 se konalo v sobotu 10. ledna  1976 v Mladé Boleslavi v parku Štěpánka.
Délka závodu byla 22,050 km.

## Přehled
| Poř.             | Jméno            | Čas        |
| Zlatá medaile    | Vojtěch Červínek | 1:12:24 h  |
| Stříbrná medaile | Jaroslav Komoň   | + 1:26 min |
| Bronzová medaile | Miloš Fišera     | + 2:04 min |
| 4                | Jan Žaloudek     | + 2:32 min |
| 5                | Václav Pochop    | + 2:42 min |
| 6                | Mráz             | + 3:28 min |